# Jingi Irie
Jingi Irie (入江甚儀?, Irie Jingi; Tokyo, 18 maggio 1993) è un attore e doppiatore giapponese.
Entrato nel mondo dello spettacolo nel 2007 sotto l'etichetta Ken-on, si è subito fatto notare per le sue interpretazioni nei primi dorama in cui è apparso, per poi essere subito dopo lanciato nel cinema. Ha iniziato la carriera partecipando a Seigi no mikata con Mirai Shida e Zettai Kareshi; allo special della serie Gokusen; fino ai dorama scolastici Hammer Session!, IS - Otoko demo onna demo nai sei e Kingyo Club in cui si è distinto come co-protagonista.
Affiancato poi ai giovani idol della Johnny & Associates Yūma Nakayama e Ryōsuke Yamada si è specializzato sempre più in ruolo di sostegno per i personaggi protagonisti .
I suoi hobby sono dipingere ed ascoltare musica, i suoi sport preferito sono il basket e il karate; si è diplomato alla rinomata Horikoshi school.

## Dorama
- Take Five (TBS, 2013)
- Kekkon Shinai (Fuji TV, 2012)
- Mou Ichido Kimi ni, Propose (TBS, 2012)
- Risō no musuko (NTV, 2012)
- Bull Doctor (NTV, 2011, ep6)
- IS - Otoko demo onna demo nai sei (TV Tokyo, 2011)
- Kingyo Club (NHK, 2011)
- Ojiichan wa 25-sai (TBS, 2010)
- Hammer Session! (TBS, 2010)
- Sotsu Uta (Fuji TV, 2010)
- Toshi Densetsu Sepia Iceman (WOWOW, 2009)
- Koishite Akuma (Fuji TV, 2009)
- Gokusen 3 SP (NTV, 2009)
- Zettai Kareshi SP (Fuji TV, 2009)
- Meitantei no okite (TV Asahi, 2009)
- Ghost Friends (NHK, 2009)
- Oh! My Girl! (NTV, 2008)
- Seigi no mikata (NTV, 2008)
- Zettai Kareshi (Fuji TV, 2008)

### Cinema
- Drucker in the Dug-Out | Moshi Koko Yakyu no Joshi Manager ga Drucker no Management wo Yondara (2011) - Jun Hoshide
- Colorful | Karafuru (2010) - Saotome (voce)
- Watashi no Yasashikunai Senpai (2010)
- Gokusen - Il film (2009)